# Българско училище „Родна реч“ (Лондон)
Българско училище „Родна реч“ е училище на българската общност в Лондон, Англия. То е лицензирано към Министерството на образованието и науката на България. Директор на училището е Добринка Късаиванова.
През учебната 2013–2014 г. в училището се обучават 17 ученика в първи клас по български език и литература. Учебните занятия се провеждат в събота от 11.00 до 13.00 ч.